# سورماغ
سورماغ (بالفارسية: سورمق) هي مدينة تقع في إيران في الناحية المركزية لمقاطعة آبادة. يبلغ عدد سكانها حسب إحصاء السكان عام 2006 ميلادية 3,116 نسمة في 917 عائلة.